# Иоанн Севильский
Иоанн Севильский или Иоанн из Севильи (исп. Juan el Sevillano), иногда Иоанн Испанский, Иоанн Толедский (лат. Johannes Hispaniensis, Johannes Toletanus; Севилья — ок. 1180, Толедо) — один из виднейших переводчиков с арабского языка Толедской школы переводчиков.
Происходил из иудейской семьи, был крещён.
Переводил в основном астрономические, медицинские и философские сочинения, в том числе Абу Машара, Ибн Гибероля, Ибн Курры, аль-Кинди, аль-Фергани, аль-Хорезми и др.